# Zach Railey
Zach Railey (ur. 9 maja 1984 w St. Petersburg) – amerykański żeglarz sportowy, wicemistrz olimpijski, wicemistrz świata.
Srebrny medalista igrzysk olimpijskich w 2008 roku w klasie Finn. 
Srebrny medalista mistrzostw świata w 2009 roku.